# 山代原古墳
山代原古墳（やましろはらこふん、永久宅後古墳（えいきゅうたくうしろこふん）/山代円墳）は、島根県松江市山代町にある古墳。形状は方墳。山代・大庭古墳群を構成する古墳の1つ。史跡指定はされていない。

## 概要
| 古墳名         | 墳形       | 埋葬施設    | 築造時期    | 史跡指定 |
| -------------- | ---------- | ----------- | ----------- | -------- |
| 大庭鶏塚古墳   | 造出付方墳 | 不明        | 6c前半-中葉 | 国の史跡 |
| 山代二子塚古墳 | 前方後方墳 | 横穴式石室? | 6c中葉-後半 | 国の史跡 |
| 山代方墳       | 方墳       | 石棺式石室  | 7c初頭      | 国の史跡 |
| 山代原古墳     | 方墳       | 石棺式石室  | 7c前半      | なし     |

島根県東部、松江市南郊の茶臼山西麓の微高地（乃木段丘）上に築造された古墳である。大庭鶏塚古墳・山代二子塚古墳・山代方墳とともに、大型後期古墳群である山代・大庭古墳群を形成する。
墳丘は大きく削平されており明らかでないが、墳形は主軸をやや東に振る方形と推定され、東西辺23.5メートル前後と推定復元される（南北規模は不明）。墳丘は版築に近い互層状盛土で構築され、一次墳丘・二次墳丘が認められる。墳丘周囲にはコ字状の掘割が巡らされたとみられるほか、須恵器片が出土している。埋葬施設は石棺式石室で、南方向に開口する。玄室・前室（または羨道）から構成されたが、現在では玄室以外は大半が失われている。玄室が板石の組み合わせで家形石棺状に構築された石室であり、出雲地方東部に分布する石棺式石室のなかでも、最も整美で新しい例（完成期の例）として注目される。石室内は盗掘に遭っており、副葬品は詳らかでない。
築造時期は、古墳時代終末期の7世紀前半頃と推定される。山代・大庭古墳群では最後の築造と位置づけられ、当該時期の出雲地方東部の最高首長墓と位置づけられる。それまでの石棺式石室の伝統を引き継ぎながらも、その様相には畿内からの影響とみられる変容が認められており、古代の出雲国の成立過程を考察するうえで重要視される古墳になる。
現在では古墳域への立ち入りは制限されている。

## 遺跡歴
- 江戸時代、為楽庵雪川（松平衍親）の『為楽庵雪川発句集』坤に山代村の「石櫃」の記述。天明末年（1787-1788年）頃に開口し、甲冑・大刀・轡が発見されたという（山代原古墳か団原古墳の可能性）[1]。
- 1909年（明治42年）、大道弘雄が「永久快春宅後古墳」として紹介（『考古界』第8篇第5号）[1]。
- 1918年（大正7年）、梅原末治が山代村字原にある古墳として学会に紹介[1]。
- 1918-1924年（大正7-13年）頃、宅地建替に伴う墳丘南側の削平・石室石材の一部撤去[1]。
- 1925年（大正14年）、旧『島根縣史』第4巻において、野津左馬之助が「犬山金三郎宅後古墳」の名称で、円筒埴輪を伴う円墳として報告（近年の調査で埴輪片は認められず、他の古墳の情報と誤認か）[1]。
- 1960-1970年代、「山代円墳」として呼称。
- 1979年（昭和54年）頃以降、「永久宅後古墳」の名称が定着[1]。
- 1981年（昭和56年）、墳丘測量・石室実測調査（出雲考古学研究会、1987年に報告）[1]。
- 2019-2020年度（令和元-2年度）、墳丘測量・発掘調査。方墳と推定（島根県教育庁埋蔵文化財調査センター、2022年に報告）[1]。
  - 2019年（令和元年）11月25日、調査途中に「山代原古墳」の名称に変更[1]。

## 埋葬施設
埋葬施設としては石棺式石室が構築され、南方向に開口する。玄室・前室（または羨道）から構成されたとみられるが、現在では前室（羨道）の大部分は失われている。玄室の規模としては、長さ2.25メートル・幅2.50メートル・高さ2.05メートルを測る。
石室の石材は荒島石の切石で、奥壁・前壁で両側壁を挟んで組み合わせる。通常の石室では壁石を地面に据えつけるが、本古墳では床石で全壁石を支える構造である（畿内の横口式石槨の影響か）。玄室内面は、ノミ・チョウナの加工痕を研磨による最終工程で平滑に整える。前壁の前面中央は入り口を刳り抜いており（刳り抜き玄門）、高さ0.91メートル・上幅0.76メートル・下幅0.79メートルを測り、周りに幅0.10メートル・深さ0.10メートルの閉塞石を受けるための刳り込みが施される。天井石は内外面とも平入りの家形に加工され、内面には長さ0.74メートル・幅0.08メートルの棟平坦部を施す。玄室の前面には前室または羨道を構築したとみられるが、現在は床石（底石）のみが遺存する。

## 関連施設
- ガイダンス山代の郷（松江市大庭町）

## 関連文献
（記事執筆に使用していない関連文献）
- 梅原末治「出雲に於ける特殊古墳（上）」『考古學雜誌』第9巻第3号、考古學會、1918年11月、132-145頁。
- 『島根の文化財』 第3集、島根県教育委員会、1963年。
- 『石棺式石室の研究 -出雲地方を中心とする切石造り横穴式石室の検討-』出雲考古学研究会〈古代の出雲を考える6〉、1987年。